# Achaea lienardi

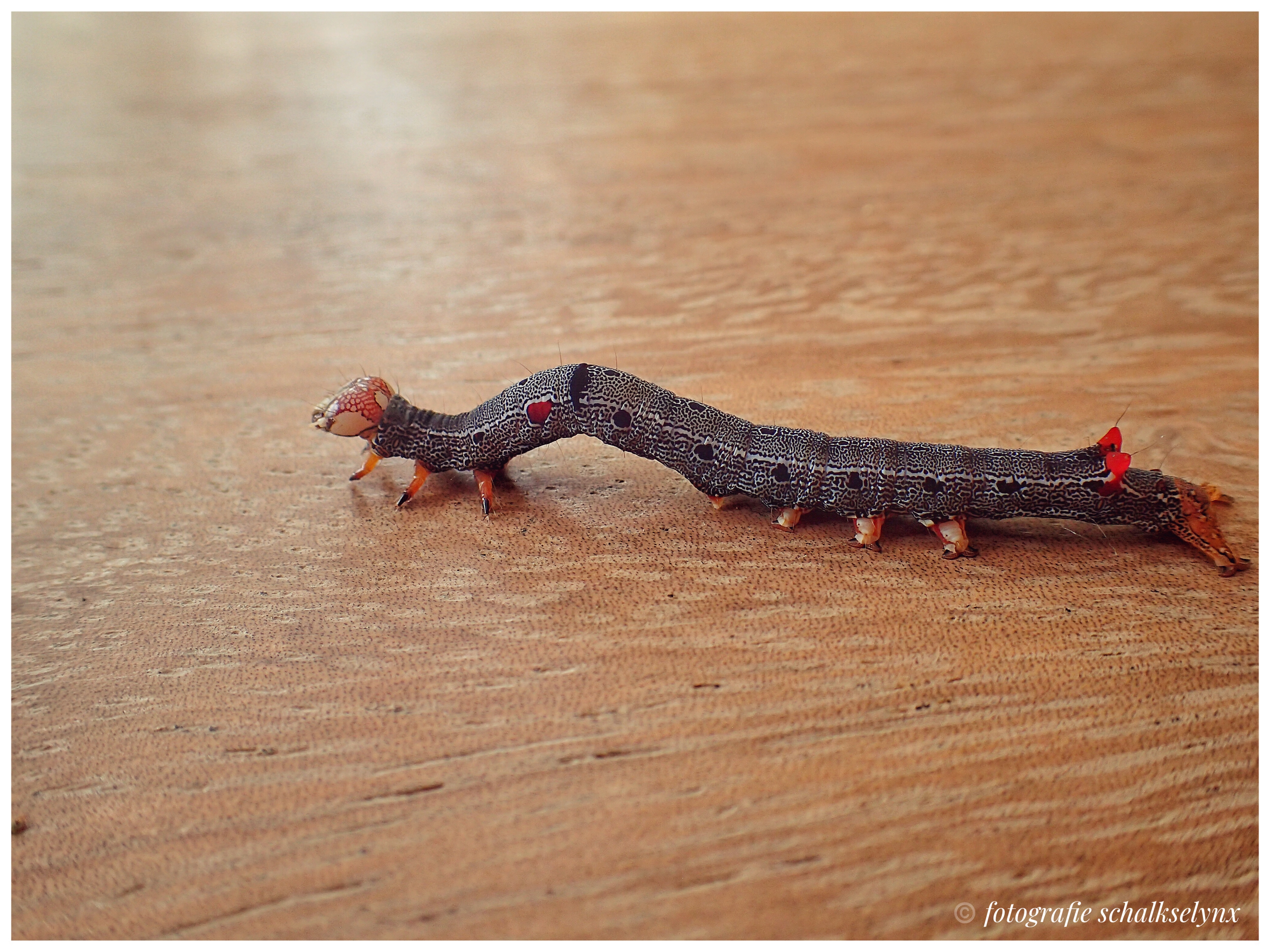
Foto gemaakt tijdens een rupsenplaag in Zuid-Afrika eind februari begin maart 2023,

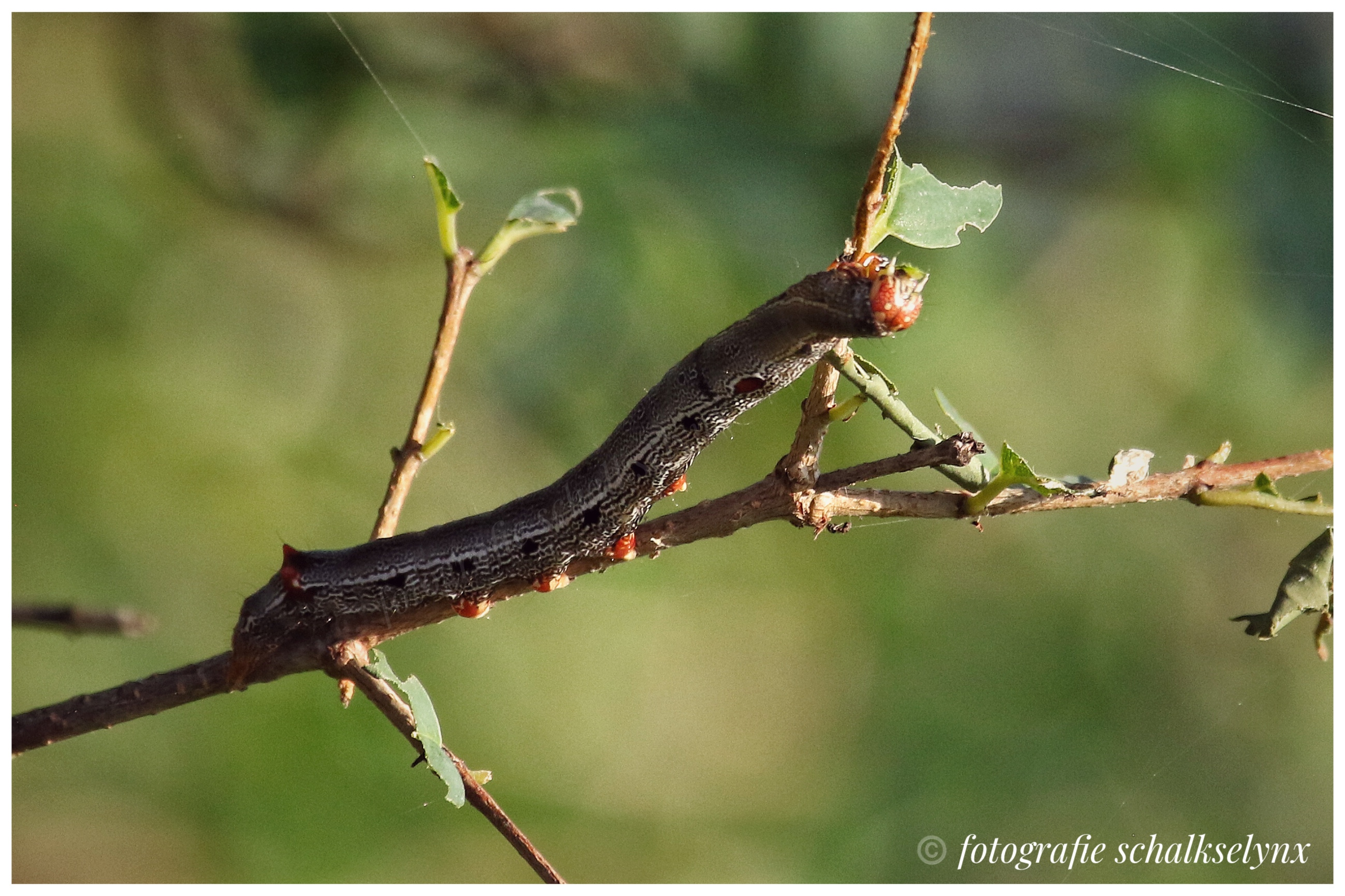
Foto gemaakt tijdens de rupsenplaag in Zuid-Afrika, eind februari begin maart 2023

Achaea lienardi is een vlinder van de familie van de spinneruilen (Erebidae). De wetenschappelijke naam van deze soort is voor het eerst voorgesteld als Ophiusa lienardi door Jean Baptiste Boisduval in een publicatie uit 1833.

## Verspreiding
De soort komt voor in:
- het Palearctisch gebied waaronder Egypte,
- het Afrotropisch gebied waaronder Mauritanië, Gambia, Sierra Leone, Ghana, Nigeria, Kameroen, Gabon, Congo-Kinshasa, Soedan, Eritrea, Ethiopië, Somalië, Oeganda, Kenia, Tanzania, Angola, Zambia, Malawi, Mozambique, Namibië, Botswana, Zimbabwe, Zuid-Afrika, Eswatini, Lesotho, de Comoren, Madagaskar, Réunion, Mauritius en Jemen.

## Waardplanten
De rups leeft op:
- Anacardiaceae
  - Anacardium occidentale L.
  - Ozoroa mucronata (Bernh.) R.Fern. & A.Fern.
- Apiaceae
  - Choritaenia capensis Benth.
- Capparidaceae
  - Maerua afra (DC.) Pax
- Fabaceae
  - Acacia mearnsii De Wild.
  - Schotia latifolia Jacq.
- Myrtaceae
  - Eucalyptus sp.
- Rutaceae
  - Citrus sp.
  - Ptaeroxylon obliquum (Thunb.) Radlk.
- Sapotaceae
  - Sideroxylon inerme L.
- Verbenaceae
  - Lantana camara L.